# Mycteroperca fusca
Mycteroperca fusca är en art i familjen havsabborrfiskar som finns i ett tämligen begränsat område i östra Atlanten.

## Utseende
En avlång, från sidorna sammantryckt kropp och ett spetsigt huvud där munnen har ett tydligt underbett. Som vanligt inom familjen är ryggfenan uppdelad i två sammanvuxna delar, där den främre är hård och består av 11 taggstrålar med spetsarna fria från omgivande hud, och den bakre delen är mjuk och har 14 till 16 mjukstrålar. På liknande sätt har analfenan 3 taggstrålar och 10 till 12 mjukstrålar. Bröstfenorna har endast mjukstrålar, 15 till 17 stycken. Stjärtfenan är tvärt avhuggen hos ungfiskar, men blir urnupen hos äldre individer. Färgteckningen hos vuxna individer är normalt, som den har observerats vid Madeira, brun till mörkgrå med oregelbundna, bleka markeringar och prickar och en tydlig strimma vid överkäken. När fiskarna är stressade kan mönstret tillfälligt kastas om, så grundfärgen blir blek och markeringarna mörka. Fiskar med enhetligt guldgul färg har också observerats. På ungfiskar har man konstaterat ett grönspräckligt mönster med tydliga vita makeringar, vita strimmor på de mittersta fenorna och genomskinligt guldgula bröstfenor. Som mest kan arten bli 80 cm lång och väga 3 kg.

## Vanor
De vuxna fiskarna uppehåller sig nära klippiga bottnar, vanligtvis på ett djup mellan 20 och 30 m (även om den kan gå ner till 200 m). Ungfiskarna lever på grunt vatten i tidvattensdammar.

## Betydelse för människan
Mycteroperca fusca är föremål för ett kommersiellt fiske i stora delar av sitt utbredningsområde.

## Status
IUCN har klassificerat arten som starkt hotad ("EN") med underklassificering "B1ab(v)", och beståndet minskar. Främsta hotet är överfiske, framför allt på grund av att fiskeflottorna speciellt inriktar sig på de stora flockarna med lekande fiskar.

## Utbredning
Utbredningsområdet är begränsat till några öar i östra Atlanten: Azorerna, Madeira, Kap Verdeöarna och Kanarieöarna.